# باولا ماتيو
باولا ماتيو (بالإسبانية: Paula Mateo)‏ (17 يوليو 1990 في إسبانيا - ) هي لاعبة كرة قدم إسبانية في مركز الدفاع. لعبت مع أتلتيك بيلباو وAthletic Bilbao (women) ‏.

## وصلات خارجية
- باولا ماتيو على موقع قاعدة بيانات كرة القدم.إي يو (الإنجليزية)